# Дејвид Гарик
Дејвид Гарик (енгл. David Garrick; 19. фебруар 1717 — 20. јануар 1779) је био глумац, драматург и један од управника позоришта Друри Лејн у Лондону.
Гарик је био највећи енглески глумац 18. века, који је обновио популарност Шекспирових драма. У априлу 1740. позориште Друри Лејн је поставило прву Гарикову комедију Лета. Наредне године Гарик је заменио болесног глумца у улози Харлекина у једном малом, аматерском лондонском позоришту. Убрзо затим му је понуђена улога Ричарда III и та представа је имала огроман успех. Племство је хрлило у мало позориште да види новог глумца који се усудио да се опроба у улози Шекспировог трагичног јунака. Уследио је низ успешних улога, да би му потом била понуђена велика плата да игра у Друри Лејну.
Године 1747. уз помоћ пријатеља је сакупио 8.000 фунти и купио позориште као сувласник са Џејмсом Лејсијем, пропалим глумцем. Лејси се бавио пословним питањима, док се Герик усредсредио на радикалне реформе у позоришту, као што је увођење бочног и сценског осветљења. Постављао је Шекспирове драме очишћене од прерада и измена под утицајем рестаурације и прилагођавао постојеће комаде одређеним глумцима. Наставио је да се појављује на сцени у улогама Краља Лира, Магбета и Ричарда III и ишао на турнеје по Европи.
Написао је и објавио око двадесет драма, али оне нису постигле популарност.
Пред крај живота се повукао, претходно продавши свој део позоришта.